# BioRxiv
bioRxiv是John Inglis和Richard Sever於2013年11月共同創立的生物学开放获取预印本的资料库。 正式表示法是bioRχiv，其中χ是希腊字母 χ（kai），而不是拉丁字母X。 它由冷泉港实验室（Cold Spring Harbor Laboratory，CSHL）負責管理，直到2025年3月11日，其所有權才轉移給新成立的非營利組織 openRxiv，專門管理bioRxiv和medRxiv。
作為預印本，bioRxiv 上的論文未經過同行評審（雖然提交的論文可能正在接受同儕評審，其他來源的同儕評審可能會與預印本一起發佈）。不過，所有的投稿都會經過基本的審查程序，包括安全檢查、自動防剽竊检查和適當性評估。此外，讀者也可以發表評論。

## 概况
bioRχiv的灵感来自于并且打算补充于ArXiv资料库，该资料库主要是由保罗·金斯巴格（Paul Ginsparg，金斯巴格也是bioRxiv顾问委员会成员）于1991年启动的，主要致力于物理学和相关学科。 它得到了冷泉港实验室和Lourie基金会的支持。于2017年4月确认了陈和扎克伯格基金会提供的额外资金。
在建立bioRχiv之前，生物学家就在拥有专用的预印本开放获取资料库的问题产生了意见分歧。大多数人担心他们的研究将被竞争对手超越，并失去发现的权利。但是，这些担忧已经不再存在，因为一些遗传学家已将论文提交到ArXiv资料库的“定量生物学”部分（于2003年推出），从而允许他们指定预印本作为其主张的基础。 
由于bioRχiv的普及，几家生物学期刊更新了其关于预印本的政策，阐明他们不会将印本视为符合英格芬格规则(Ingelfinger rule)的“优先出版物”。 2015年，有关bioRχiv托管的预印本的推文（Twitter）超过20,000条。 2017年7月，每月提交的数量超过了1,000。 截至2019年12月31日，共接受了超过68,000篇论文。
MedRχiv，及其姐妹网站bioRχiv，已成为传播研究COVID-19的主要来源。

## 提交率
《科学》期刊的Jocelyn Kaiser表示，在第一年发布了824张预印本，“尽管数量不多，却吸引了大量论文。”  截至2016年2月，bioRχiv的提交率从每月约60稳定增加到约200。 2017年，每月提交的论文数量从3月份的800多个增加到7月的1000多个。2017年提交的总数为10,722篇论文。 在2018年，总共提交了20,000份手稿，平均每月有1600篇论文。 在2019年，提交了超过31,000份手稿，每月平均有2600篇论文（在2019年最后一个季度，每月增加到略多于3000篇论文）。

## 学科领域
bioRxiv接受以下学科领域的预印本:
- 动物行为和动物认知
- 生物化学
- 生物工程
- 生物信息学
- 生物物理学
- 癌症生物学
- 细胞生物学
- 臨床試驗
- 发育生物学
- 生态
- 流行病学
- 进化生物学
- 遗传学
- 基因组学
- 免疫学
- 微生物学
- 分子生物学
- 神经科学
- 古生物学
- 病理
- 药理学和毒理学
- 生理
- 植物生物学
- 科学传播和科学教育
- 合成生物学
- 系统生物学
- 动物学

## 参阅
- 预印本
- ArXiv
- medRxiv